# Herbert James Godwin
Pour les articles homonymes, voir Godwin.
Herbert James Godwin, né en 1922 et mort en 2005, est un mathématicien britannique, spécialiste de la théorie des nombres, dont les études portent sur les suites aliquotes.
Il est élu membre de London Mathematical Society  le 15 décembre 1949.